# Doppelnase
Doppelnase ist ein Begriff aus dem Gartenfachhandel, mit dem die Zwiebeln von Narzissen klassifiziert werden. Als Nase bezeichnet man dabei die Zwiebelenden, an denen die Laubblätter entsprangen. Doppelnasen haben – wie der Name es andeutet – zwei Nasen, das heißt die Pflanze wird zwei Gruppen von Laubblättern ausbilden sowie zwei Blütenstände haben. Zwiebeln mit nur einer Nase, wie sie vor allem für die Narzissenklasse 3 und 9 typisch sind, werden dagegen als Rundnase angeboten.
Doppelnasen sind für die meisten Narzissenarten und -sorten die übliche Handelsform. Der Handel unterscheidet dabei noch zwischen DN1, DN2 und DN3, wobei es sich bei DN1 um die größten Zwiebeln handelt.